# Molveno
Molveno est une commune italienne d'environ 1 100 habitants située dans la province autonome de Trente dans la région du Trentin-Haut-Adige dans le nord-est de l'Italie.

## Administration
| Période                                  | Période | Identité | Étiquette | Qualité |
| ---------------------------------------- | ------- | -------- | --------- | ------- |
|                                          |         |          |           |         |
| Les données manquantes sont à compléter. |         |          |           |         |

### Communes limitrophes
Les communes limitrophes sont Andalo, Cavedago, Tre Ville, Spormaggiore, Ville d'Anaunia, Vallelaghi, Vezzano et San Lorenzo Dorsino.

## Personnalités nées à Molveno
- Attilio Bettega (1953-1985), pilote de rallye, mort à 32 ans sur une route du Tour de Corse[2].